# 中華人民共和國機動車駕駛證
中华人民共和国机动车驾驶证，在中国大陆境内俗称驾驶证或驾照，是机动车辆驾驶人员依照中华人民共和国相关法律所须申领的驾驶证件。机动车驾驶学员经过学习掌握交通法规知识和驾驶技术后，參加中华人民共和国机动车驾驶人考试，考試合格後，可核发许可驾驶某类机动车的法律凭证。
中华人民共和国机动车驾驶证由公安机关机动车管理部门对中国大陆境内普通公民签发，分为机动车驾驶证、机动车学习驾驶证及机动车临时驾驶证。

## 历史

### 晚清和中华民国时期

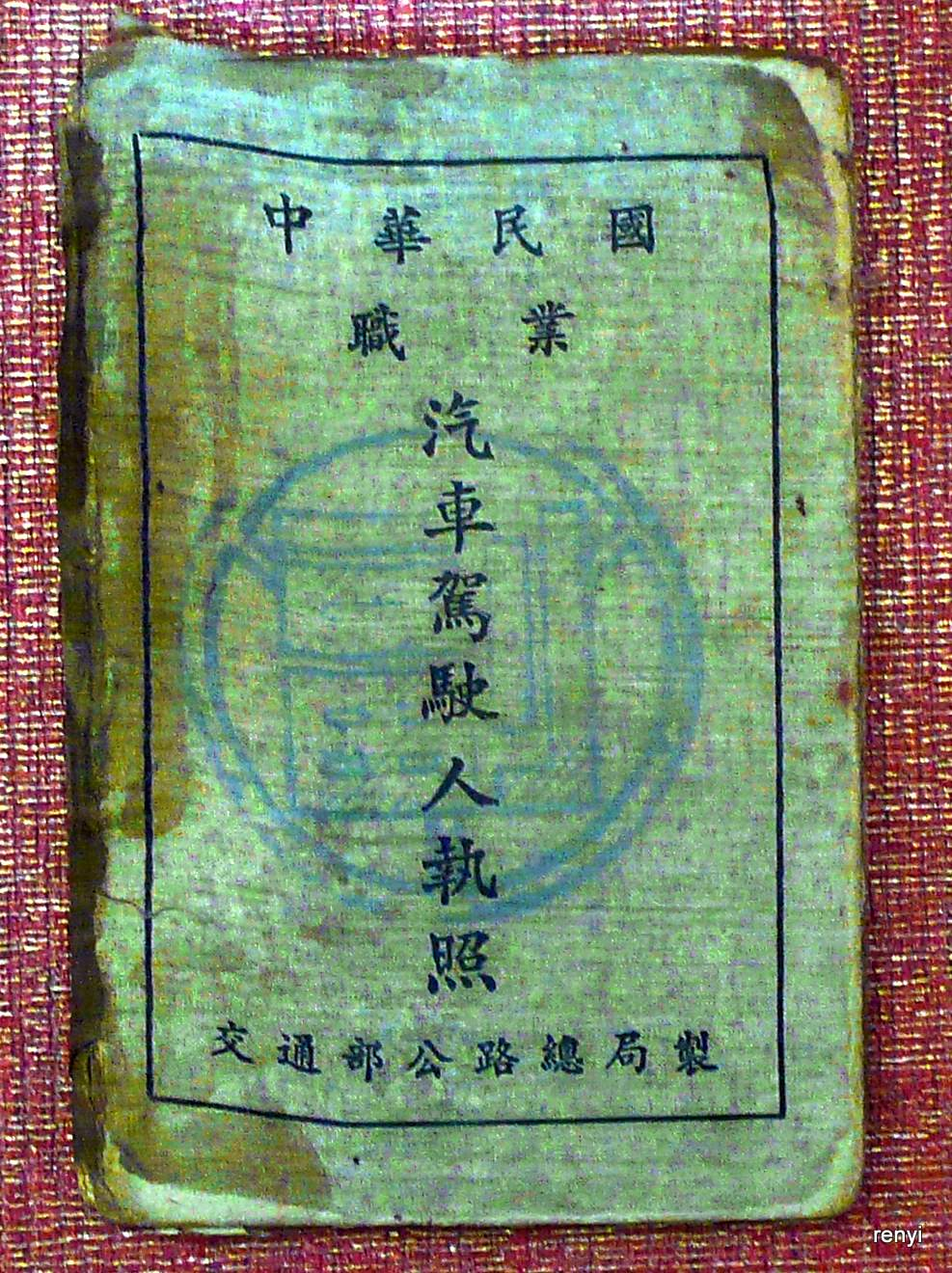
中华民国交通部公路总局签发的职业汽车驾驶人执照

中国第一次出现汽车是在1901年，由匈牙利人李恩时（Leinz）将两辆美国制造的奥兹摩比牌汽车自香港运到上海，1902年1月30日上海公共租界工部局决定向李恩时的汽车颁发临时牌照，每月缴税金两银元方可上街行驶。
中国已知最早的驾驶证由天津地区的交通警察发行于1918年，驾驶证中有关于考核、准驾地区以及持有者个人信息、照片等信息。
1927年至1929年，上海先后颁布《上海管理汽车司机规则》、《上海市汽车主司机执照章程》等，其中对司机作出了限速、控制车距、鸣笛和服从交警指挥等要求，而且要求驾驶员必须随身携带驾驶证以备检查。
1934年12月，中华民国内政部颁发全国统一的《陆上交通管理规则》，对汽车牌照和司机驾驶证的管理与发放做了规定。除了汽车司机，骡车、黄包车的司机以及汽车的副驾驶也需要驾驶证。驾驶证分为学习照、普通照和职业司机照三类，培训方式为“师傅带徒弟”，而不是在专门的驾校学习。

### 中华人民共和国成立后

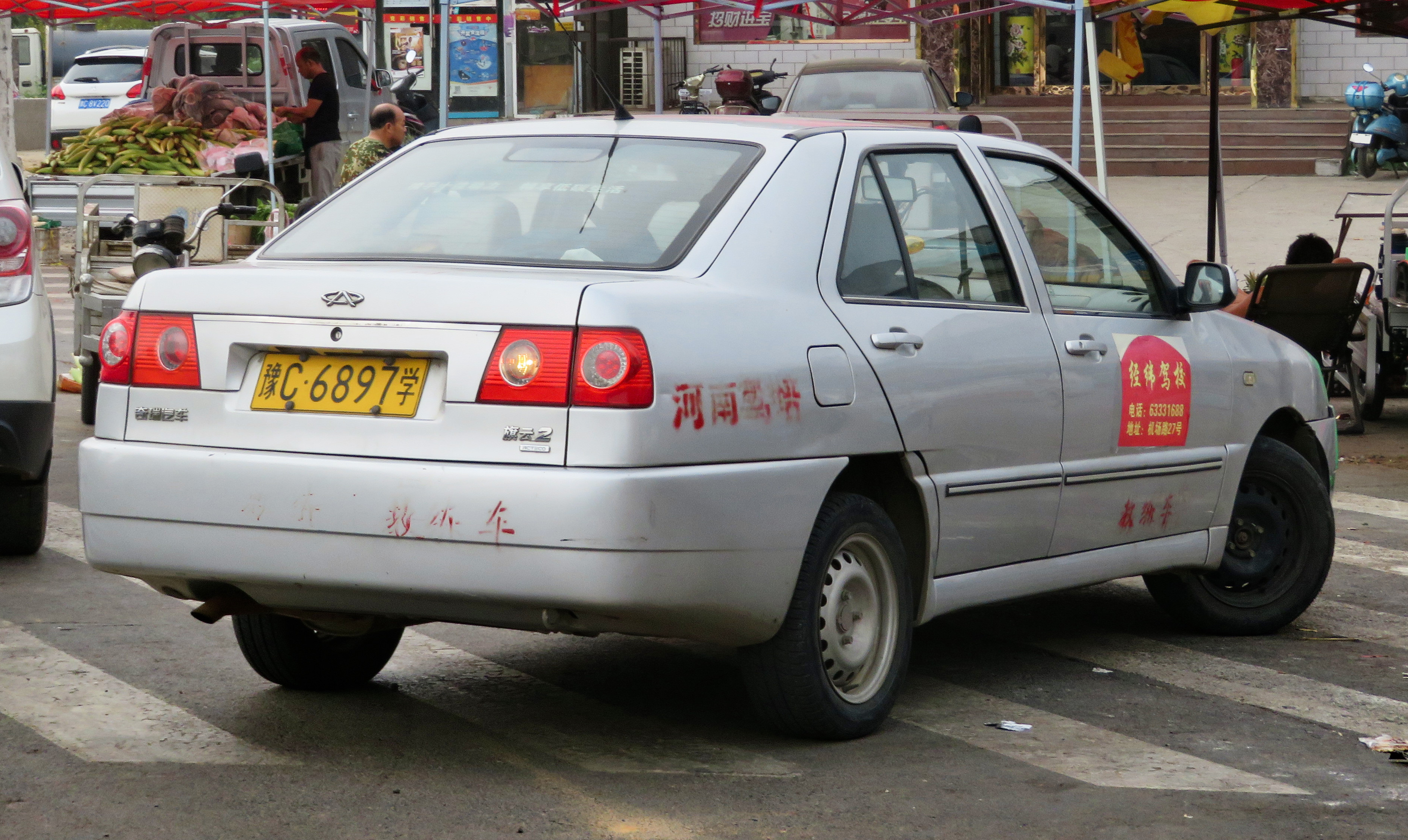
一辆奇瑞旗雲2教练车，机动车驾驶人考试教练车依法需加装副刹车，并悬挂专用车牌

中华人民共和国成立后的第一张驾驶证于1949年10月26日颁发，持证人为山东东德汽车行的司机郭先生。
改革开放前，由于不允许私人拥有汽车，故考驾驶证者多为工作需要，考驾驶证需要通过政审并提供工作单位的介绍信，学习驾驶的方式仍为“师傅带徒弟”，整个过程大约需要2-3年。此外，由于当时的自行车车型较为庞大，因而骑自行车也需要考取执照，故产生了教人骑自行车的培训机构。
改革开放后，私人购置机动车的限制逐渐放开，驾驶员培训学校则于20世纪90年代开始出现，此后申办驾驶证的人数逐年递增。
2013年1月1日，《机动车驾驶证申领和使用规定》正式实施，并且机动车驾驶证制版内容也将有所改变。较之与2008制版的机动车驾驶证相比，2013年制版的机动车驾驶证多项栏目翻译与主流译文接轨。主要区别体现在以下五个方面：性别（英文）由“M&F”改为“Sex”；出生日期（英文）由“Birthday”改为“Date of Birth”；初次领证日期（英文）由“Issue Date”改为“Date of First Issue”；证件期限由有效起始日期（Valid From）、有效期限（Valid For）改为有效期限（Valid Period）；一维条码位置由副页正面右下处改为主页背面左下处。
2016年1月29日，中华人民共和国公安部对《机动车驾驶证申领和使用规定》（该规定于2009年制定并发布实施，此后曾于2012年以中华人民共和国公安部第123号令做出过修改并发布实施，但由于其实施效果仍有不足，故而又进行了该次修改）作出了修改并对外公布，于2016年4月1日正式实施。同时，公安部、交通运输部、中国保监会联合发布《关于机动车驾驶证自学直考试点的公告》，决定在天津、包头、长春、南京、宁波、马鞍山、福州、吉安、青岛、安阳、武汉、南宁、成都、黔东南、大理、宝鸡16个城市开展自学直考试点，试点工作从2016年4月1日开始。
2019年4月10日，公安部发布消息称，决定自6月1日起实行小型汽车驾驶证（C1、C2证）“全国通考”制度，申请人可以持本人身份证在全国任一地直接申领小型汽车驾驶证，不再需要提交居住登记凭证。同时，申请人报考小型汽车驾驶证已通过部分科目考试后，因工作、学习、生活等原因居住地变更到外地的，可以申请变更考试地，继续参加剩余科目考试。对于大中型客货车驾驶证（A、B证），则实行省（区）内异地申领的制度，无需提交居住登记凭证。
同年，机动车驾驶人达4.35亿人，其中汽车驾驶人3.97亿人。
2020年10月22日，公安部宣布，70周岁以上的老人可以申请小型汽车、小型自动挡汽车、轻便摩托车驾驶证。
2021年9月1日起，公安部交管局表示，在此前天津、成都、苏州3个城市试点机动车驾驶证电子化基础上，北京、长春、南宁等28个城市推广应用驾驶证电子化，电子驾驶证在全国范围内有效。
2022年4月1日起，大中型客货车驾驶证可以在全国各地“一证通考”，对在户籍地以外申领大中型客货车驾驶证的，申请人可以凭居民身份证“一证通考”，无需再提交居住证明。此外，还新增了轻型牵引挂车准驾车型，以便促进露营车旅游等新业态发展。
2024年12月，公安部印发修订后的《机动车驾驶证申领和使用规定》。配合延迟退休政策，新规将大中型客货车驾驶证的申请年龄上限由60周岁延长至63周岁，大中型客货车准驾车型的年龄上限由60周岁延长至63周岁。

## 式样

### 外壳
驾驶证的外壳通常为一个黑色的小本子，封面印有“中华人民共和国机动车驾驶证”字样，内部结构类似相册，可以插入驾驶证的正本和副页。外壳可以从任意渠道购买，也可以使用其他款式或不使用外壳（例如将驾驶证直接放入钱包里）。

### 登载信息
机动车驾驶证的登载信息分为正本和副页。正本上以中文印有持证人的身份证件号码、照片及个人资料，其中包括姓名、性别、出生日期、长期住址、国籍、准驾或学习车型代号等内容。副页登载初次领证日期、有效期、管理记录（含交通违法记分信息）。正本和副页须同时携带。
其中持证人姓名仅印有简体中文名，外籍人士申领时可填写其原姓名的中文译名或常用汉名。

### 防伪技术

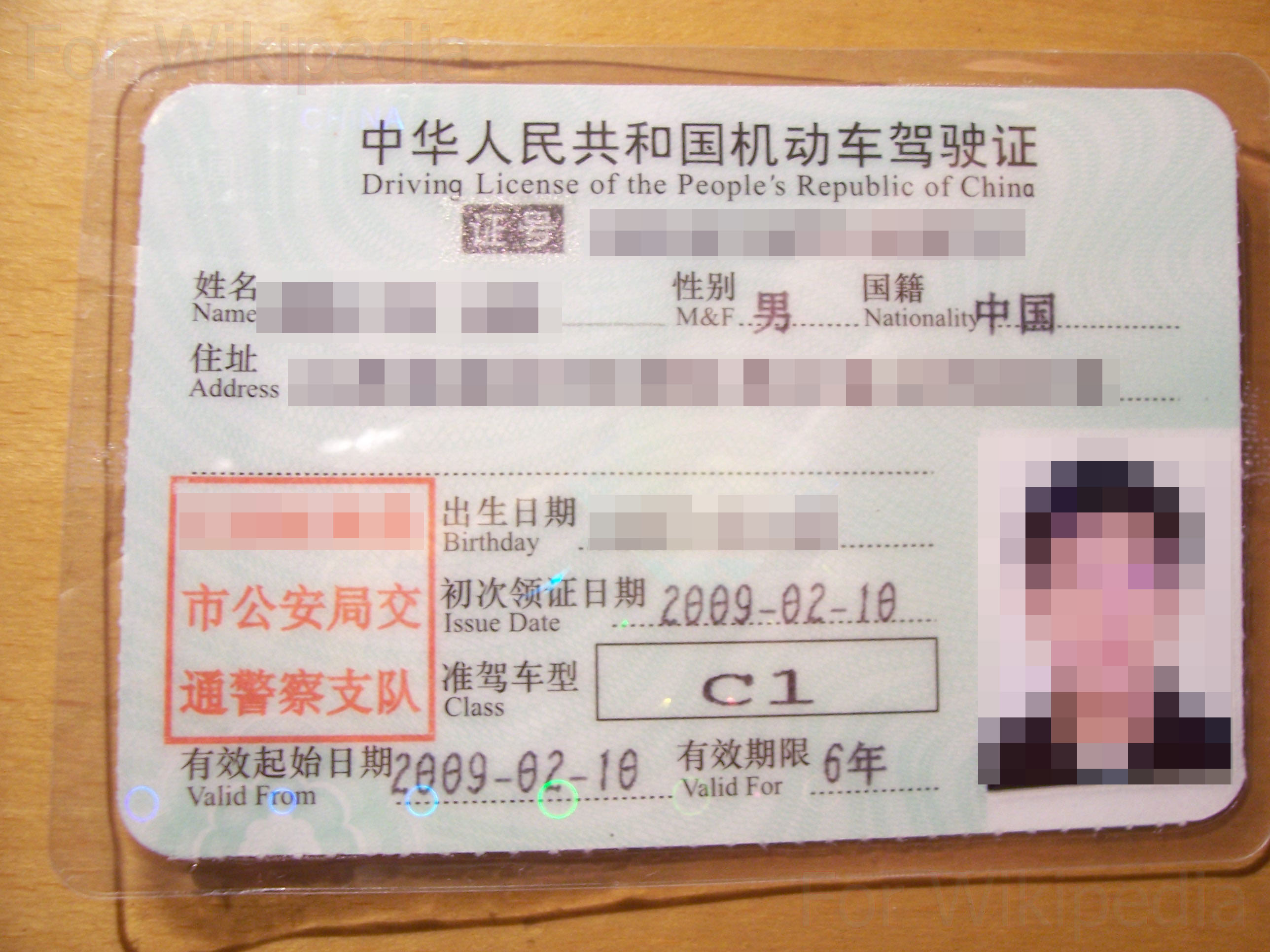
2008年版的驾驶证

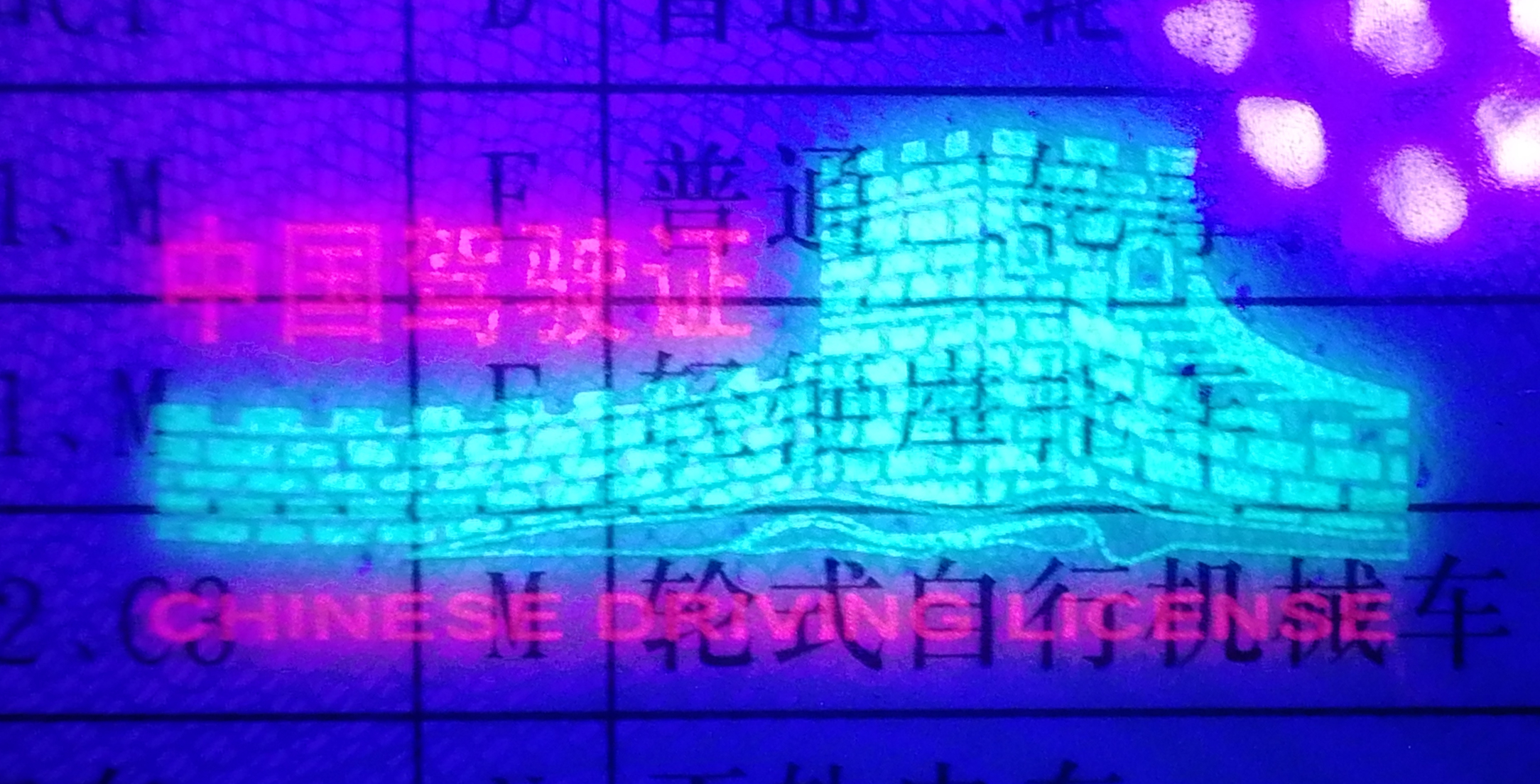
正本背面塑封膜上的荧光防伪标识

2008年及2013年制版的驾驶证综合使用了33项防伪技术，重点改进了直观视觉查验的技术。证件在印刷字体的排版与细节设计上都有了专业的防伪提升。其中，证芯的纸张由普通白卡纸变成专用安全纸张，为非标准克重，有特制的开窗安全线和红蓝绿三色荧光纤维；证芯的底纹从普通印刷变成防伪印刷，采用了随机底纹、光变油墨和荧光印刷等技术；塑封套采用了当前最新的双通道变色技术和双色荧光图案等。同时，为了规范对驾驶证的使用和管理，中华人民共和国公安部还开发了数字化发行和使用管理系统，在驾驶证证芯上增加了用于记载发放驾驶证信息的一维条码。
注：“新制版”为2008年及2013年制版。
- 防伪证芯对比：安全线、三色荧光纤维

原制版驾驶证的证芯没有设计防伪标志，新制版驾驶证正页和副页反面有开窗安全线；证芯中有红、绿、蓝三色荧光纤维。
- 副页对比：一维条码、提示信息

原制版驾驶证副页上没有防伪标志，也没有提示信息。而新制版驾驶证副页正面底部增加了一维条码，表示证芯唯一性生产流水号，路面执法人员通过驾驶证管理系统查询此流水号可辨认该驾驶证是否真实有效，从而有效防止使用仿冒、伪造、失效驾驶证，尤其可及时发现恶意补领驾驶证、同时拥有多本驾驶证等行为。另外，在签注栏增加了人性化的提示信息，如提醒持证者实习期限、年检时间和换证时间等内容。
- 证号对比：可变两种颜色

旧制版驾驶证上的“证号”两字始终为红色。新制版驾驶证主、副页“证号”采用了光可变油墨喷制，在折光情况下可见黑色及紫色两种变色效果。
- 塑膜对比：图案增多均可变色

新制版驾驶证与旧制版驾驶证相比防伪图案增多均可变色，观察平安结中间的“正方形”和“菱形”颜色辨真伪。以水平轴上下转到驾驶证到45度位置，观察驾驶证的光线反射，“平安结”图案中间的方形图案的颜色为黄绿色（橙绿色）、“菱形”反射光的颜色为蓝绿色；当证件旋转90度后，“平安结”图案中间“正方形”转换成为蓝绿色，“菱形”变成为黄绿色（橙绿色）。与第二代身份证所用技术一样，新制版驾驶证塑封膜上有文字和长城的组合图案，在黑光灯照射下会出现红色文字“中国驾驶证”和“CHINESE DRIVER LICENSE”以及绿色长城图案。

## 准驾车型

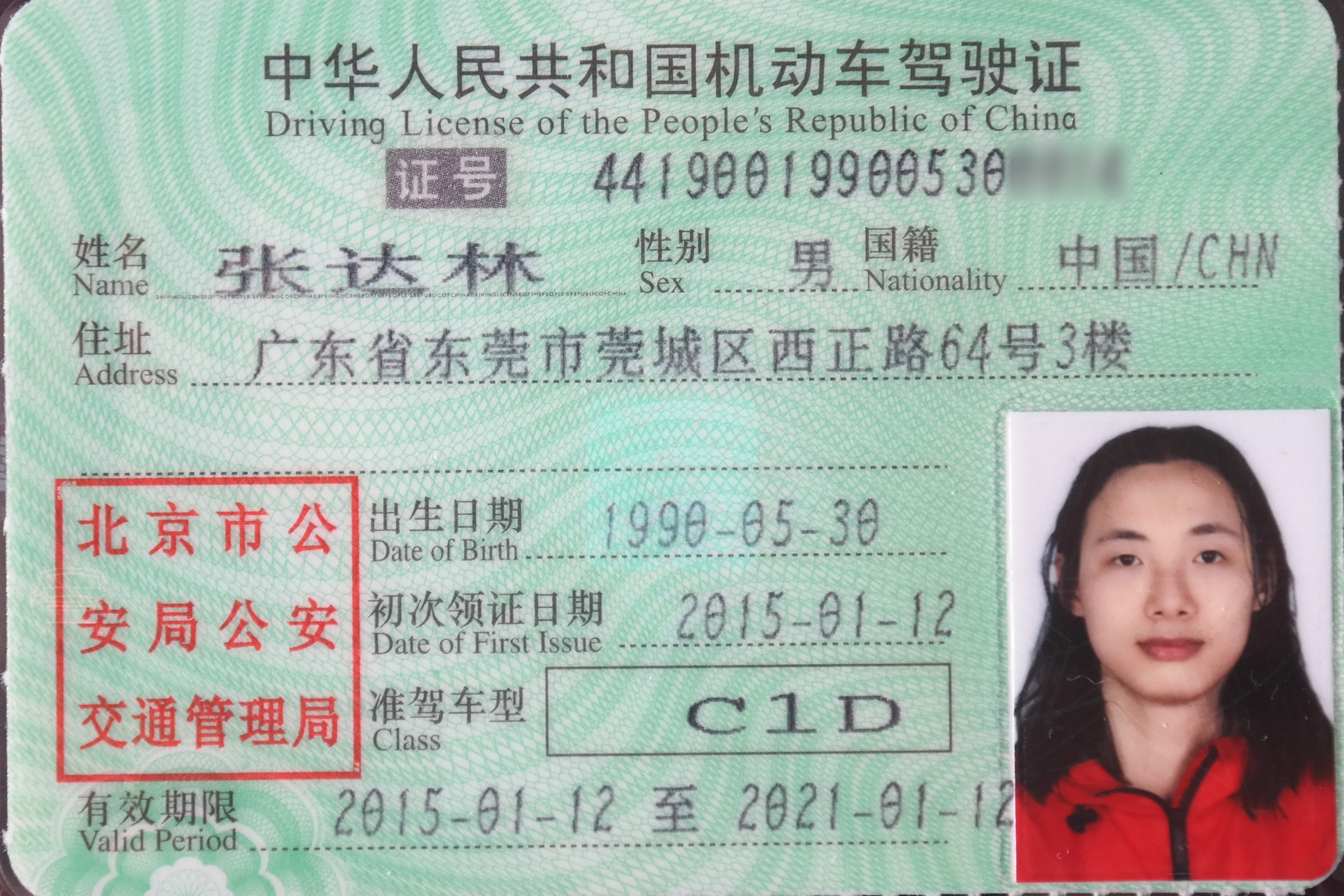
准驾类型为C1D的驾驶证

### 22版驾驶证（现行）
准驾车型表明了持证人可以驾驶的何种车辆，现行的准驾车型体系于2004年5月1日首次实施，此后仅对具体的准驾车型进行过增减，最新版本于2022年4月1日生效，故22版驾驶证也被称为04版驾驶证。最新版准驾车型列表如下：
| 代号 | 准驾车型                     | 准驾的车辆 | 准予驾驶的其他准驾车型             |
| ---- | ---------------------------- | --- | ---------------------------------- |
| A1   | 大型客车                     | 大型载客汽车（车长大于6米或核定载客人数大于等于20人的载客汽车）                                                       | A3、B1、B2、C1、C2、C3、C4、C51、M |
| A2   | 重型牵引挂车                 | 总质量大于4500kg的汽車列車                                                                                            | B1、B2、C1、C2、C3、C4、C51、C6、M |
| A3   | 城市公交车                   | 核准载10人以上的城市公共汽车                                                                                          | C1、C2、C3、C4、C51                |
| B1   | 中型客车                     | 中型载客汽车（含核准载10人以上、19人以下的城市公共汽车）                                                              | C1、C2、C3、C4、C51、M             |
| B2   | 大型货车                     | - 重型、中型载货汽车 - 大、重、中型专项作业车                                                                         | C1、C2、C3、C4、C51、M             |
| C1   | 小型汽车                     | - 小型、微型载客汽车 - 轻型、微型载货汽车 - 轻型、微型专项作业车                                                      | C2、C3、C4、C51                    |
| C2   | 小型自动挡汽车               | - 小型、微型自动挡载客汽车 - 轻型、微型自动挡载货汽车 - 轻型、微型自动挡专项作业车 - 上肢残疾人专用小型自动挡载客汽车 | C51                                |
| C3   | 低速载货汽车                 | 低速载货汽车（原四轮农用运输车）                                                                                      | C4                                 |
| C4   | 三轮汽车                     | 三轮汽车（原三轮农用运输车）                                                                                          | 无                                 |
| C5   | 残疾人专用小型自动挡载客汽车 | 残疾人专用小型、微型自动挡载客汽车（允许上肢、右下肢或者双下肢残疾人驾驶）                                            | 无                                 |
| C62  | 轻型牵引挂车                 | 总质量小于（不包含等于）4500kg的汽车列车                                                                              | 无                                 |
| D    | 普通三轮摩托车               | 发动机排量大于50毫升或者最大设计车速大于50km/h的三轮摩托车                                                            | E、F                               |
| E    | 普通二轮摩托车               | 发动机排量大于50毫升或者最大设计车速大于50km/h的二轮摩托车                                                            | F                                  |
| F    | 轻便摩托车                   | 发动机排量小于等于50毫升，最大设计车速小于等于50km/h的摩托车                                                          | 无                                 |
| M    | 轮式自行机械车               | 轮式自行机械车 | 无                                 |
| N    | 无轨电车                     | 无轨电车 | 无                                 |
| P    | 有轨电车                     | 有轨电车 | 无                                 |

注：

1：便利残疾人家庭共用车辆政策仅允许残疾人的家庭成员或其他服务残疾人出行的人员驾驶上肢残疾人专用的小型自动挡载客汽车；

2：该准驾车型不能单独存在，须与C2以上的准驾车型（A2除外）配合使用。
（2022年4月1日生效）
如果持证人考取了多种准驾车型，若其中的一种车型完全包含另一种，则在驾驶证中只列出前者，例如某人先后考取了小型汽车（C1）和中型客车（B1）两种准驾车型，其驾驶证上准驾车型一栏只写B1而不是B1C1；若不同的准驾车型没有包含关系，则同时列出两者，字母和数字较小的在前，例如某人考取了小型汽车（C1）和普通二轮摩托车（E）两种准驾车型，其驾驶证准驾车型一栏写为C1E。
如果驾驶的车型与所持有驾驶证上所列出的不相符(即准驾不符)，会被扣9分，处200元以上2000元以下罚款，同时可以并处15日以下拘留，以下为部分经常被人们直觉上认为合理但实际上属于准驾不符的情形：
- 仅持有汽车驾驶证（A、B、C类中的任意一种）骑摩托车；
- 持有C类驾驶证驾驶车长超过6米的加长轿车（即使牌照为蓝色）；
- 持有C类驾驶证驾驶总重量超过4.5吨或者核定载重质量超过1.5吨的货车（即使牌照为蓝色）；
- 持有A3驾驶证驾驶公交车以外的其它大型客车（例如客运班车）。

### 96版驾驶证
1996年9月1日生效的准驾车型如下：
| 准驾车型                           | 代号 | 准予驾驶的其他准驾车型 | 对应04版准驾车型1 |
| ---------------------------------- | ---- | ---------------------- | ----------------- |
| 大型客车                           | A    | B、C、G、H、J、M、Q    | A1A2              |
| 大型货车                           | B    | C、G、H、J、M、Q       | A2                |
| 小型汽车（包括方向盘式三轮机动车） | C    | G、H、J、Q             | B1                |
| 方向把式三轮摩托车                 | D    | E、F、L                | C4D               |
| 二轮摩托车                         | E    | F                      | E                 |
| 轻便摩托车                         | F    | 无                     | F                 |
| 大型拖拉机                         | G    | H                      | 无2               |
| 小型拖拉机                         | H    | 无                     | 无2               |
| 四轮农用运输车                     | J    | G、H                   | C3                |
| 手扶拖拉机                         | K    | 无                     | 无2               |
| 三轮农用运输车                     | L    | 无                     | C4                |
| 轮式自行专用机械                   | M    | 无                     | M                 |
| 无轨电车                           | N    | 无                     | N                 |
| 有轨电车                           | P    | 无                     | P                 |
| 电瓶车                             | Q    | 无                     | 无3               |
| 小型自动档载客汽车4                | Z    | 无                     | C2                |

注：

1：换证后的新准驾车型可能会根据持证人的要求和地方性政策有所不同，但不会高于表中的标准；

2：该准驾车型现由各地农业机械管理部门管理，持证人可向该部门申请换证，公安交管部门不再签发该准驾车型的驾驶证；

3：骑电动自行车现已不再需要驾驶证；

4：该准驾车型于2003年9月1日推出。

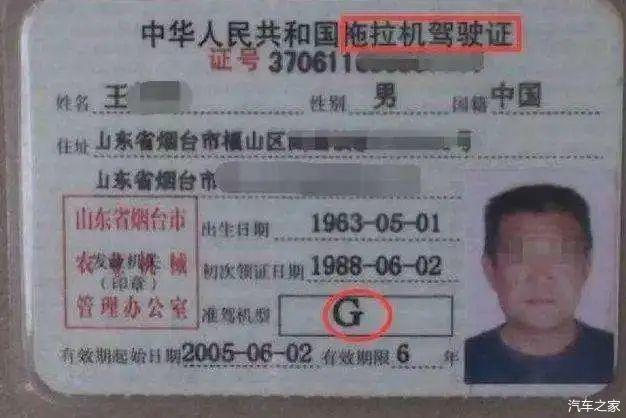
农机证正面
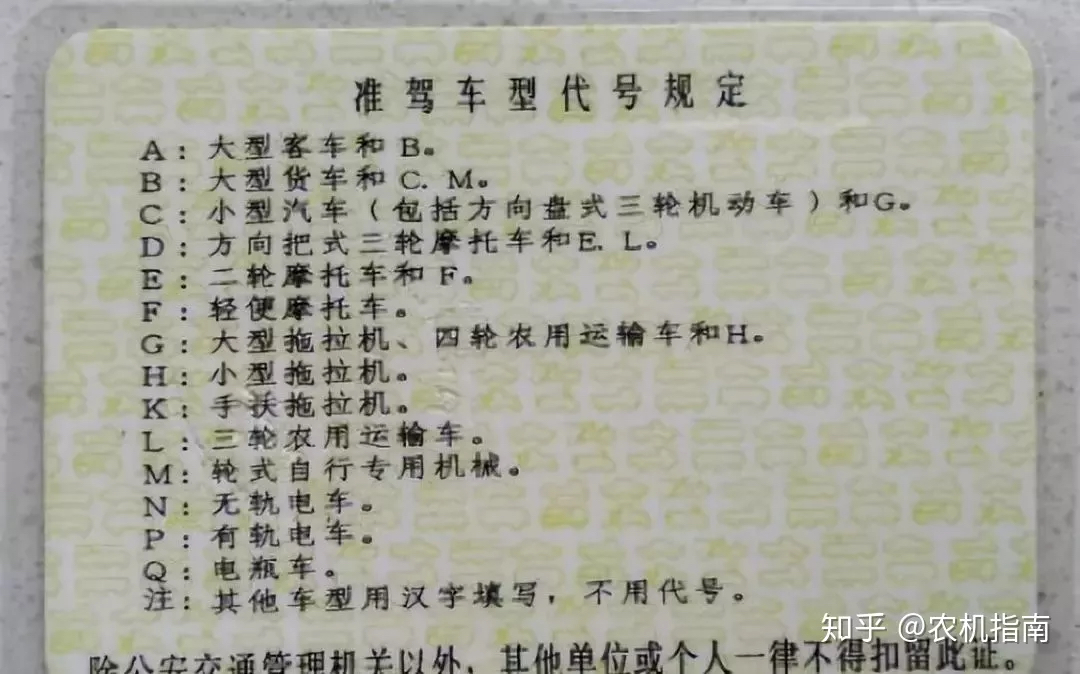
96版驾驶证准驾车型

该版本准驾车型已不再具有效力，在2004年5月1日新版本准驾车型生效后，驾驶人须办理换证业务，其准驾车型可能也会有所变化，值得注意的是由于04和96版准驾车型对于车型的具体定义不完全一致（例如92版的“小型汽车”对应了04版的“小型汽车”和“中型汽车”），所以部分旧准驾车型的驾驶证在办理换证后可“自动升级”。在换证时，新旧驾驶证的准驾车型对应关系一般如上表所示，但也会有所变通，例如对于持有96版C证的驾驶人可以换取04版版B1证，但是鉴于部分驾驶人并没有驾驶中型客车的需求，为了帮助其免去驾照审验的麻烦，部分地区允许驾驶人换领04版C1证，只是一旦手续完成，以后若想重新驾驶中型客车，只能通过再次参加考试增驾B1证，此外还有部分地区甚至允许有货车驾驶需求的96版C证驾驶人换领04版B2证（虽然就04版准驾车型而言，B2名义上低于B1，但是两者并没有包含关系，即B1证驾驶人不能驾驶大型货车，B2证驾驶人也不能驾驶中型客车）。

## 申领

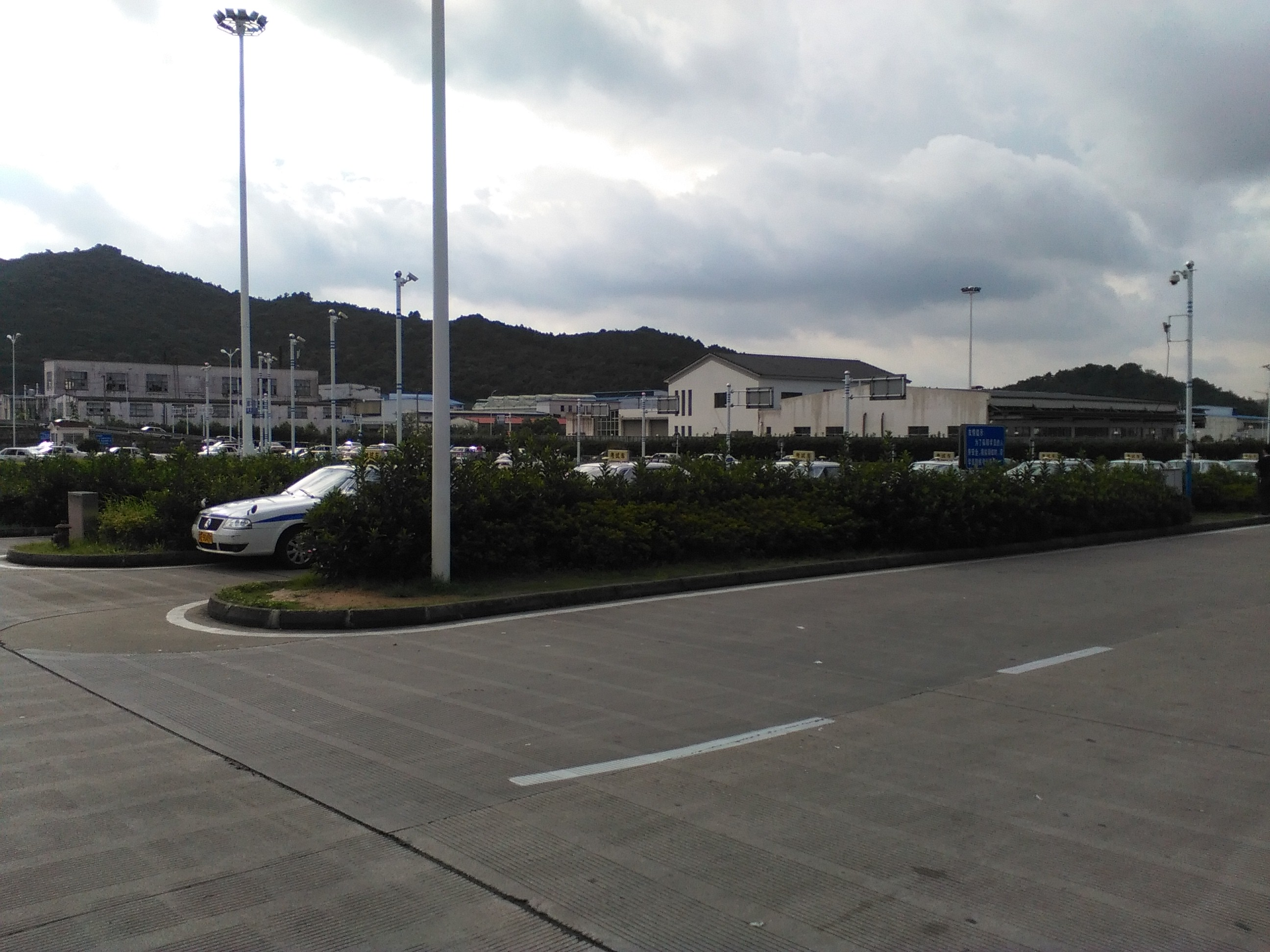
位于苏州的驾考考场

下列准驾车型可供未持有驾驶证者初次申领（初学）或者已持有驾驶证、实习期已满且最近1个记分周期内无满分记录者增驾：
| - 城市公交车（A3） - 大型货车（B2） - 小型汽车（C1） - 小型自动挡汽车（C2） - 低速载货汽车（C3） - 三轮汽车（C4） - 残疾人专用小型自动挡载客汽车（C5） | - 普通三轮摩托车（D） - 普通二轮摩托车（E） - 轻便摩托车（F） - 轮式自行机械车（M） - 无轨电车（N） - 有轨电车（P） |

下列准驾车型要求申请人在具备一定年限的安全驾驶经历的记录后，方可增驾：
| 申请增驾的准驾车型 | 已持有驾驶证的准驾车型                                                                            | 已取得年份 | 无满分周期 |
| ------------------ | ------------------------------------------------------------------------------------------------- | ---------- | ---------- |
| 大型客车（A1）     | 重型牵引挂车（A2）                                                                                | 2年        | 5个        |
| 大型客车（A1）     | 城市公交车（A3） 中型客车（B1）                                                                   | 5年        | 5个        |
| 大型客车（A1）     | 大型货车（B2）                                                                                    | 3年        | 5个        |
| 重型牵引挂车（A2） | 大型客车（A1）                                                                                    | 1年        | 3个        |
| 重型牵引挂车（A2） | 中型客车（B1）                                                                                    | 3年        | 3个        |
| 重型牵引挂车（A2） | 大型货车（B2）                                                                                    | 2年        | 3个        |
| 中型客车（B1）     | 城市公交车（A3） 小型汽车（C1） 小型自动挡汽车（C2） 低速载货汽车（C3） 三轮汽车（C4）            | 3年        | 3个        |
| 中型客车（B1）     | 大型货车（B2）                                                                                    | 2年        | 3个        |
| 轻型牵引挂车（C6） | 大型客车（A1） 城市公交车（A3） 中型客车（B1） 大型货车（B2） 小型汽车（C1） 小型自动挡汽车（C2） | 1年        | 1个        |

有下列情形的人士不得申领大型客车（A1）、重型牵引挂车（A2）、城市公交车（A3）、中型客车（B1）、大型货车（B2）准驾车型驾驶证：
1. 发生交通事故造成人员死亡，承担同等以上责任的；
2. 醉酒后驾驶机动车的；
3. 被吊销或者撤销机动车驾驶证未满十年的。

### 年龄要求
申领人须在特定的年龄范围内方可申领驾驶证，不同准驾车型对于申领人年龄的要求有所不同，但都不会低于18周岁。此外，部分准驾车型的驾驶证不允许超过规定年龄的人士持有，这意味着驾驶人在超龄后便不能再驾驶对应的车型，其驾驶证将被降级或注销。
下表中，所有年龄均为周岁。
| 准驾车型                           | 最低申领年龄 | 最高申领年龄 | 驾驶证降级年龄 | 降级后的准驾车型 |
| ---------------------------------- | ------------ | ------------ | -------------- | ---------------- |
| 大型客车（A1）                     | 22注1        | 63           | 66注4          | C1               |
| 重型牵引挂车（A2）                 | 22注1        | 63           | 66注4          | C1C6             |
| 城市公交车（A3）                   | 20           | 63           | 66注4          | C1               |
| 中型客车（B1）                     | 21           | 63           | 66注4          | C1               |
| 大型货车（B2）                     | 20           | 63           | 66注4          | C1               |
| 小型汽车（C1）                     | 18           | 无           | 无             | 不降级注2        |
| 小型自动挡汽车（C2）               | 18           | 无           | 无             | 不降级注2        |
| 低速载货汽车（C3）                 | 18           | 60           | 70             | 注销该准驾车型   |
| 三轮汽车（C4）                     | 18           | 60           | 70             | 注销该准驾车型   |
| 残疾人专用小型自动挡载客汽车（C5） | 18           | 70           | 无             | 不降级注3        |
| 轻型牵引挂车（C6）                 | 20           | 70注2        | 70             | 注销该准驾车型   |
| 普通三轮摩托车（D）                | 18           | 60           | 70             | F                |
| 普通二轮摩托车（E）                | 18           | 60           | 70             | F                |
| 轻便摩托车（F）                    | 18           | 无           | 无             | 不降级注2        |
| 轮式自行机械车（M）                | 18           | 60           | 70             | 注销该准驾车型   |
| 无轨电车（N）                      | 20           | 50           | 60             | 注销该准驾车型   |
| 有轨电车（P）                      | 20           | 50           | 60             | 注销该准驾车型   |

注1：对于接受全日制驾驶职业教育的学生，申领该类驾驶证的最低年龄为20周岁；

注2：年满70周岁人士的在申领准驾车型为C1或C2驾驶证以及年满60周岁的人士在申领准驾车型为C6的驾驶证时须参加并通过有关记忆力、反应能力和判断力的体检；此外已持有准驾车型为C1或C2驾驶证的人士若年满70周岁，也须每年参加同样内容的体检，如果未能按时提供体检报告或结果不合格，该准驾车型将被注销；

注3：该类驾驶证持有人须每三年参加身体条件方面的体检，如果未能按时提供体检报告或结果不合格，该准驾车型将被注销；

注4：年满63周岁人士的大中型客货车驾驶人，经过体检合格，并经过反应力、记忆力和判断力测试后可以延长其驾驶资格期限，最长不超过3年。

### 机动车驾驶人考试
对于中国内地居民而言，可以在全国任意地点申领小型汽车和摩托车驾驶证（准驾车型为C1、C2、C5、D、E、F），其它类型驾驶证的申领与考试需要在户籍所在地进行，申领时需提供居民身份证（若申请人为外地户籍的，可能还需要提供考试所在地的居住证），而港澳台居民和外籍人士申领驾驶证则需提供对应的出入境证件。
大多数情况下，申请人要先到医院进行体检，前往驾驶员培训学校（以下简称驾校）报名并缴纳一定费用后，按照预约日期参加道路交通安全法律、法规和相关知识考试（简称科目一，或称笔试）。考试合格后，学员按照上车日期前往驾校的训练场地上车接受训练，并在训练期间参加场地驾驶技能考试（简称科目二，或称桩考、小路考）、道路驾驶技能和安全文明驾驶常识考试（简称科目三，大路考部分）。两科考试合格后，学员可在10天的任意工作日内（个别地区为9个工作日，实际情况有所区别）直接在提供笔试部分的考场进行科目三的笔试部分考试，当日的两次考试机会均不合格或未在规定时间内参加考试的，则需要另行预约科目三的笔试部分考试。所有考试合格并接受不少于半小时的交通安全文明驾驶常识和交通事故案例警示教育，及参加领证宣誓仪式后，公安机关将向申请人获发机动车驾驶证。宣誓词如下：
|  | 我即将成为一名中华人民共和国机动车驾驶人。在此庄严宣誓：我将自觉遵守交通法律法规，严守驾驶操作规程，服从交警管理和指挥，谨慎驾驶，文明行车，积极维护有序、安全、畅通的道路交通环境。 |

中国大陆曾在部分城市试行小型汽车驾驶人自学直考、自主预约考试、异地考试制度，学员在驾校学习基础知识后，可以不再到驾校学习其他内容，不过学员仍然要使用教练车进行训练。
对于一些冷门的准驾车型（例如C3、C4、F等），基本上没有驾校提供对应的课程，车管所也较少提供考试场次，对此有需要的申请人可以转而申请等级更高且热门的准驾车型（例如C1、E等）。

### 残障人士申领

残疾人机动车专用标志（中华人民共和国内地使用）
使用规定：
1.残疾人驾驶机动车时，应当在车身前部和后部分别设置该专用标志；
2.专用标志应当设置在车身距离地面0.4m以上1.2m以下的位置；
3.该标志外圆直径Φ160mm；
4.标志示范色颜色值：C=100,M=80,Y=5,K=0。

根据新修订的《机动车驾驶证申领和使用规定》，残障人士在符合相关规定和条件的情况下下可以申请普通准驾车型的驾驶证（例如小型汽车C1或小型自动挡汽车C2）或者必须申领特殊类型的机动车驾驶证（例如残疾人专用小型自动挡载客汽车C5），后者领取驾驶证后须每三年以及在期满换证时进行一次身体条件检查，所驾驶的车辆需要根据《肢体残疾人驾驶汽车的操纵辅助装置》（GB/T 21055-2007）在具有相关资质的商家处进行改装并在公安交管部门处进行备案。
残障人士申领驾驶证的身体条件如下：
- 有听力障碍但佩戴助听设备能够达到合格标准的人员，可以申请小型汽车（C1）或小型自动挡汽车（C2）准驾车型的驾驶证；
- 手指末节残缺的人员，可以申请小型汽车（C1）或小型自动挡汽车（C2）准驾车型的机动车驾驶证；
- 右手拇指缺失的人员，可以申请小型汽车（C1）或小型自动挡汽车（C2）准驾车型的机动车驾驶证；
- 右下肢、双下肢缺失的人员，但能够自主坐立的残疾人，可以申请残疾人专用小型自动挡载客汽车（C5）准驾车型的机动车驾驶证；
- 丧失运动功能的人员，但能够自主坐立的残疾人，可以申请残疾人专用小型自动挡载客汽车（C5）准驾车型的机动车驾驶证。

残疾人专用小型自动挡载客汽车需要进行的改装如下：
| 类型        | 适宜人群               | 加装的辅助装置                                             |
| ----------- | ---------------------- | ---------------------------------------------------------- |
| A：单肢残疾 | A1：左下肢残疾         | 无（可直接驾驶自动变速汽车）。                             |
| A：单肢残疾 | A2：右下肢残疾         | 加装左脚控制迁延踏板或加装双下肢残疾类型使用的辅助装置。   |
| A：单肢残疾 | A3：左上肢残疾         | 加装单手控制方向盘手柄。如必要，加装转向灯控制迁延开关。   |
| A：单肢残疾 | A4：右上肢残疾         | 加装单手控制方向盘手柄。如必要，加装驻车装置控制迁延手柄。 |
| B：多肢残疾 | B1：左上肢、左下肢残疾 | 加装单手控制方向盘手柄。如必要，加装转向灯控制迁延开关。   |
| B：多肢残疾 | B2：右上肢、左下肢残疾 | 加装单手控制方向盘手柄。如必要，加装驻车装置控制迁延手柄。 |
| B：多肢残疾 | B3：左上肢、右下肢残疾 | 加装单手控制方向盘手柄。如必要，加装转向灯控制迁延开关。   |
| B：多肢残疾 | B4：右上肢、右下肢残疾 | 加装单手控制方向盘手柄。如必要，加装驻车装置控制迁延手柄。 |
| B：多肢残疾 | B5：双下肢残疾         | 加装单手控制方向盘手柄，加装单手控制制动和加、减速手柄。   |
| B：多肢残疾 | B6：双上肢残疾         | 专门电脑操作控制或其它控制装置（不适用）。                 |

### 退役军人和武警换领
持有现役军队及武装警察部队机关颁发的车辆驾驶证者不能直接驾驶民用车辆，军队车辆驾驶证须更换为C1类及C1以下类的民用车辆驾驶证。取得C1以上类的民用驾驶证，则需要参加科目一和科目三的考试，成绩合格后才可换领。根据中华人民共和国公安部《关于中国人民解放军总后勤部换发车辆驾驶证的通知》的规定，从2010年10月1日起，签发新版军队车辆驾驶证，旧版军队车辆驾驶证废止，对持旧版军队车辆驾驶证办理换领地方驾驶证的业务，地方车管所一律不予受理。
申请时，需要详细填写机动车驾驶证申请表，并提交本人的身份证原件和复印件（现役军人若没有身份证，可提交军官证或士兵证）以及军队、武警部队机动车驾驶证原件和复印件，并按规定办理体检等一系列手续。 
按照规定，根据持证人的身份不同，其换领地方驾驶证时需要的材料也有所不同：
- 中国人民解放军现役军人需提交中央军委后勤保障部运输投送局军车监理所，或是中央军委政法委员会保卫局警卫处等省军区以上单位开具的证明原件；
- 中国人民武装警察部队现役官兵需提交中国人民武装警察部队后勤部车辆监理所开具的证明原件；
- 复员、退伍和转业军人，需提交军队、武装警察部队核发的复员、转业、退伍证明以及当地民政部门“退伍人员安置办公室”的相关证明。

## 使用
本章节中，为方便起见，用C1以下驾驶证代指准驾车型为小型汽车（C1）、小型自动挡汽车（C2）、低速载货汽车（C3）、三轮汽车（C4）、残疾人专用小型自动挡载客汽车（C5）、普通三轮摩托车（D）、普通二轮摩托车（E）、轻便摩托车（F）的驾驶证；用B2以上驾驶证代指准驾车型为大型客车大型客车（A1）、牵引车（A2）、城市公交车（A3）、中型客车（B1）、大型货车（B2）的驾驶证。

### 日常使用
驾驶人在驾驶机动车时必须携带驾驶证，如果忘记携带，可以被处以扣1分和20元以上200元以下罚款，同时也会被扣留机动车直至驾驶人出示其有效驾驶证，但是随着警务终端和电子驾驶证的普及，执勤交警已经可以当场联网核验驾驶人的驾驶证信息，故不再需要扣留机动车。但是，如果驾驶人未取得机动车驾驶证、准驾车型不符或者驾驶证已被暂扣、吊销，则属于无证驾驶，会被处以200元以上2000以下罚款，可以并处15日以下拘留。

### 交通违法记分制度及满分学习
最早的记分制度于1999年12月9日出台，现行版本以2022年4月1日起实施的《道路交通安全违法行为记分管理办法》为依据，对普通机动车驾驶人实行交通违法记分制度，当驾驶人有交通违法行为时，除罚款等处罚外还要根据交通法规规定进行数值不等的记分，单次违法行为额度根据严重程度会被记1分、3分、6分、9分或12分，如果有多个违法行为，分数会累加。驾驶人在一个记分周期内累积记分满12分的，公安机关交通管理部门将除扣留其机动车驾驶证，并通知驾驶人参加满分学习及相应的考试，通过后将发还驾驶证。此外还设有“学法减分”措施，驾驶人处理完交通违法行为记录后累积记分未满12分的，可以参加网上学习考试、现场学习考试或交通安全公益活动申请减免交通违法行为记分，每个记分周期内累计最高扣减6分。
对于处在实习期的机动车驾驶人，则无法通过参加“学法减分”等方式来减免交通违法行为记分，记满12分将直接吊销其机动车驾驶证，须重新报名机动车驾驶人考试。
对于持B2及以上驾驶证的机动车驾驶员而言，每次交通违法行为记分都需要进行学习考试来减免交通违法行为记分，在每个记分周期结束后30日内接受审验，两年提交一次体检报告。

### 有效期、实习期和审验

中华人民共和国机动车驾驶人实习标志式样（中华人民共和国内地使用）
使用规定：
1.在实习期内驾驶机动车辆，应当在车身后部粘贴或悬挂实习标志；
2.汽车类与摩托车类的“实习”两字尺寸分别为250磅与130磅，字体类型为粗楷体；
3.汽车类与摩托车类的“实习标志”外圆直径分别为Φ160mm与Φ80mm；
4.该实习标志的主色为黄色，配色为桔红色：
①主色示范色颜色值：Y=100
②配色示范色颜色值：M=80,Y=100

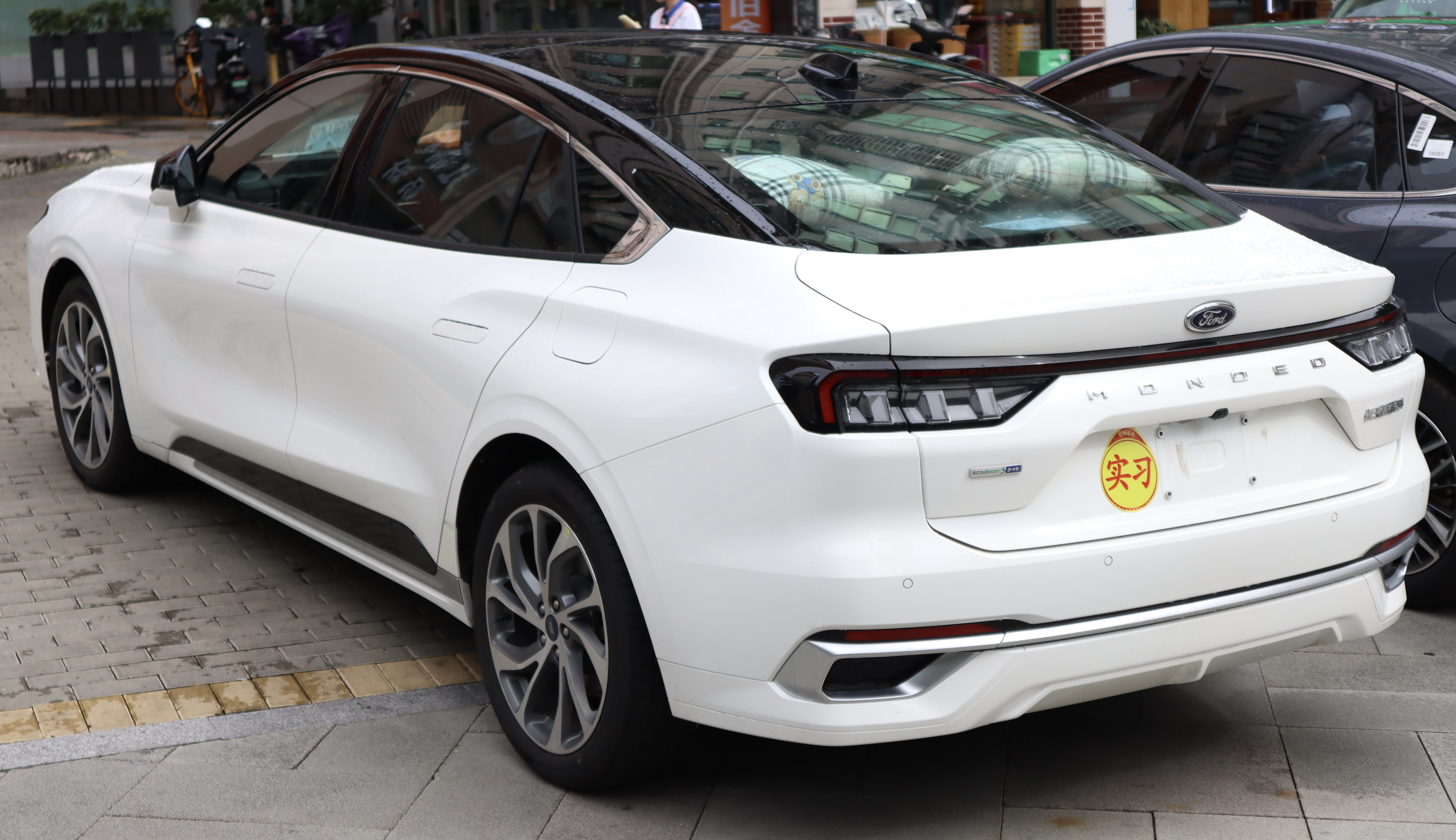
貼上實習標誌的福特蒙迪歐

初次申领的机动车驾驶证有效期为6年，机动车驾驶人在机动车驾驶证的六年有效期内，每个记分周期均未记满12分的，换发十年有效期的机动车驾驶证；在换领后的机动车驾驶证的十年有效期内，每个记分周期均未记满12分的，换发长期有效的机动车驾驶证。除此之外，学习驾驶证有效期为3年；临时驾驶证有效期为1年。
驾驶证有效期满前90天之內需要参加审验并换证，审验时驾驶人需要提交合格的体检报告。部分审验换证业务目前已可以线上办理。驾驶证过期后，驾驶人不可再驾车上路行驶。驾驶证过期未超过一年，可以直接换证。驾驶证过期超过一年但未满三年，需参加科目一考试才能換证。若驾驶证过期超过三年，需参加科目一和科目三考试才能換證。
除了期满换证时需要审验，以下情况也需要驾驶人参加审验并提交身体条件证明（无需体检）：
- 发生交通事故并造成人员伤亡承担同等以上责任未被吊销驾驶证的，应当在记分周期结束后三十日内到公安交管部门接受审验；
- 对于持有B2以上驾驶证的驾驶人，每个记分周期结束后三十日之内，应到当地公安交管部门按受审验。但是在一个记分周期内没有记分记录的，可免去本记分周期的审验。

对于初次申领的驾驶证，其实习期以初次申领日期为始，实习期为一年，增驾的准驾车型实习期也为一年，自增驾成功之日起算。如果驾驶人在实习期内被记满12分，其对应的准驾车型将被注销。对于B2以上驾驶证，如果驾驶人在实习期内被记满6分但不满12分，其实习期将被延长一年，如果第二年再次被记超过6分，其对应的准驾车型也将被注销。
在实习期内，机动车驾驶人须遵守下列要求：
- 在车身后部粘贴或者悬挂统一式样的实习标志（如图）；
- 在高速公路驾驶机动车，需要由持有相应或更高准驾车型且有三年以上驾龄的驾驶人陪同，否则不得单独在高速公路上驾驶机动车。其中，驾驶残疾人专用小型自动挡载客汽车（C5）的，可以由持有小型自动挡载客汽车（C2）以上准驾车型驾驶证的驾驶人陪同；
- 不得驾驶公共汽车、营运客车或者执行任务的警车、消防车、救护车、工程救险车以及载有爆炸物品、易燃易爆化学物品、剧毒或者放射性等危险物品的机动车；
- 驾驶机动车不得牵引挂车；
- 在增加准驾车型后的实习期内，驾驶原准驾车型的机动车时不受上述限制。

## 跨境使用
根据联合国在1949年签署的《日內瓦道路交通公约》之规定，该公约签署国之间，在本国的驾驶证原件和国际驾驶证同时出示的情况下，才会被认为属于合法驾驶车辆。中华人民共和国政府未加入此条约，也不承认国际驾照为合法的驾驶证件。

### 境外公民在中国大陆驾车

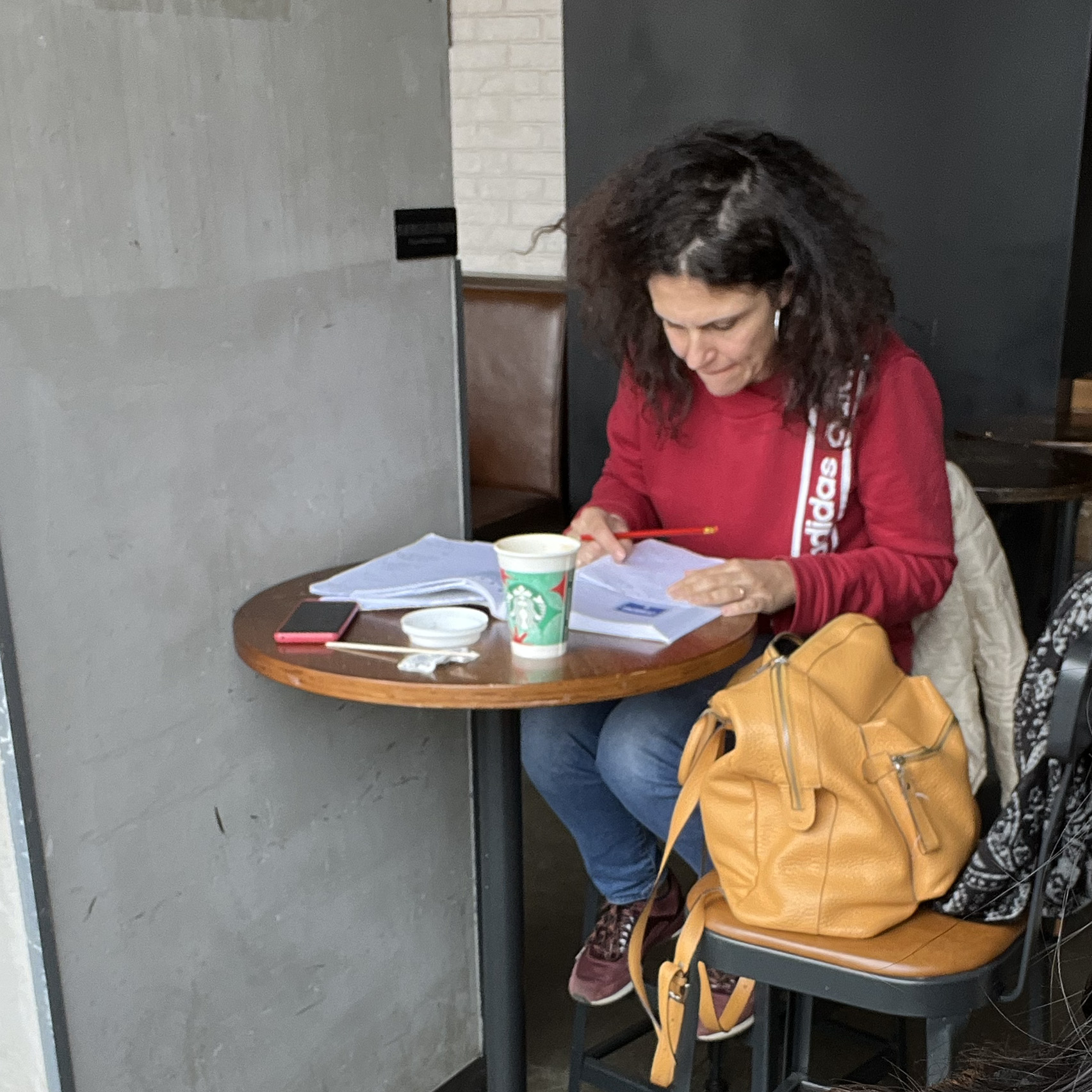
外国人在中国学习驾驶（图为中国科目一教材）

中国大陆境外颁发的驾驶证（执照）理论上不能直接在中国大陆使用。因中华人民共和国政府不承认国际驾照的效力，故而凡本不属于中国大陆的境外人士必须将其持有的原地区的驾驶证转换成中华人民共和国驾驶证。 
比利时、阿联酋以及香港颁发的驾驶证均可以免试换领中华人民共和国机动车驾驶证（限小型机动车C1、C2，摩托车E、F类驾驶证，且仅限发放给持有该国护照或该地区有效身份证明之人士。例如中国大陆居民先持有香港驾驶证，则不能直接免试换领中华人民共和国机动车驾驶证）。
法国已签订驾驶证互认换领协议，2021年8月17日法国宣布互认换领协议生效。
2022年3月13日中国与塞尔维亚驾驶证互认换领协议正式生效。
2023年5月16日起，持正式澳门驾驶执照的澳门永久性居民可以直接免试换领内地驾驶证（包括小型汽车C1和小型自动挡汽车C2）。
其他国家以及台湾地区颁发的驾驶证不可以免试更换驾驶证，须通过道路交通安全法律、法规和相关知识考试、道路驾驶技能考试（道路驾驶技能考试仅仅适用于大型客车、牵引车、中型客车以及大型货车机动车）后方可换领中华人民共和国机动车驾驶证。
中华人民共和国公安部和外交部声称未来将积极推进与其他国家和地区开展驾驶证互认换领工作，逐步扩大驾驶证互认换领范围。

### 中国大陆居民在境外驾车
由于无法以中华人民共和国机动车驾驶证获得国际驾照，在境外使用时，根据不同国家的法规，可能有如下情形：
- 无需更换驾驶证件：在逗留时间不超过一定时间的情况下，凭借中华人民共和国颁发的驾驶证原件、以及经过公证的当地语言的翻译件、國際駕照認證件（TIDL）或者经过领事认证的公证件，均可暂时租赁、驾驶所在国的机动车辆。新西兰和美国的部分州、阿联酋即属此种情况。在德国，持翻译件通常可以在入境的至少六个月时间（取决于定居状态）内合法驾驶，然而六个月之后则必须通过考试并换取当地驾驶证。在澳门，入境14日内可直接驾驶规定车型，无需换领，然而超过14日则须经澳门治安警察局交通厅登记后可在一年内直接驾驶规定车型[48]。
- 免试更换驾驶证件：通过中华人民共和国机动车驾驶证，驾驶人无需接受测试即可获得当地的驾驶执照。香港和比利时即属于此种情况。而在台湾，中华人民共和国机动车驾驶证须经公证处的公证及海基会的验证后方可更换中华民国汽车驾驶执照，若持旅行证或居留证者，还须连续住满三个月后报名笔试。
- 需要接受测试并更换驾驶证件：中华人民共和国机动车驾驶证在当地未获承认，驾驶人需要接受当地交管部门的测试并获发当地的驾驶执照后才能驾驶机动车辆。日本即属于此种情况。

### 境外国家或地区对中国驾驶证使用的规定
下表列出了中国驾驶证持有人在海外各国家/地区获准使用的情况。如涉及免试换领，通常附带以下条件：需要体检（尤其是视力测试）、准驾车型限小型客车（轿车）或摩托车、中国驾照是经考试获得的、实习期已经过、持证人具有中国国籍或取得中国驾照时长期住所位于中国。另外，部分国家/地区的“免试”政策仅限于免驾驶操作考试，不免除交通规则笔试。
| 图例 | 含义 |
| ---- | --- |
|      | 该国家/地区与中国（内地）签有驾驶证互认或互换协议。                                                            |
|      | 需要翻译件或公证件，部分国家/地区只认可当地有资质机构出具的文件。                                              |
|      | - 绿色：适用于任何中国驾照持有人； - 黄色：适用于持有中国驾照的当地长期居民； - 红色：不适用于中国驾照持有人。 |

| 国家或地区        | 直接使用   | 申领当地驾照 | 申领当地驾照 | 备注 |
| 国家或地区        | 直接使用   | 免笔试       | 免路考       | 备注 |
| ----------------- | ---------- | ------------ | ------------ | --- |
| 香港              | 12个月     | 也许         | 也许         | - 换领当地驾照的申请人须账单、信件、政府文件等材料以证明其香港住址。 |
| 澳門              | 最长12个月 | 也许         | 也许         | - 直接使用期限为14天，经澳门治安警察局交通厅登记后可延长至1年； - 换领当地驾照的驾驶人须持有澳门居民身份证。 |
| 臺灣              | 否         | 否           | 也许         | - 换领当驾照的驾驶人须持有中华民国国民身分证或6个月以上居留证。 |
| 日本              | 否         | 否           | 否           | - 换领当地驾照的驾驶人无需参加当地的培训课程。 |
|                   | 否         | 否           | 也许         | - 换领当地驾照的驾驶人须为韩国公民、永久居民或持有外国人登录证。 |
| 新加坡            | 12个月     | 也许         | 也许         | - 驾驶人将中国驾照交由新加坡当地翻译公司翻译后方可驾车（中国驻新加坡大使馆不提供翻译服务）。 - 换领当地驾照的驾驶人须为新加坡公民、永久居民或持有长期准证。 |
| 马来西亚          | 否         | 否           | 否           | - 换领当地驾照的驾驶人的驾驶人无需参加当地的培训课程，须为马来西亚公民、第二家园计划参与者或外交人员。 |
| 泰國              | 否         | 也许         | 也许         | - 换领当地驾照的驾驶人须提供泰国移民局签发的居住证明（主要面向长居者）。 |
| 阿联酋            | 12个月     | 也许         | 也许         | - 互认协议并未强制要求驾驶人准备翻译件，但两国政府建议驾驶人这么做； - 换领当地驾照的驾驶人可凭中国C1或C2准驾车型驾驶证换取阿联酋轻型汽车驾驶证，须为拥有阿联酋长期居留权的中国公民。 |
| 英国              | 12个月     | 否           | 否           | |
| 法國              | 12个月     | 也许         | 也许         | - 换领当地驾照的驾驶人须拥有1年以上居留权。 |
| 德国              | 最长无限期 | 否           | 否           | - 在德国临时居住（每年居留不满185天）的驾驶人可凭中国驾照原件和经德国法院或中国官方认可的机构出具的翻译件无限期驾车；在德国定居（每年居留185天以上）的人员可凭中国驾照原件和翻译件在6个月内驾车，如果驾驶人能证明其在德定居时间小于12个月，则可申请延期6个月； - 换领当地驾照的驾驶人无需参加当地的培训课程。 |
| 比利时            | 期限未知   | 也许         | 也许         | - 换领当地驾照的驾驶人须在市政部门登记地址满185天，换领后中国驾照原件由市政部门保管，需要使用时凭比利时驾照取回。 |
| 塞爾維亞          | 12个月     | 也许         | 也许         | - 换领当地驾照的驾驶人须拥有1年以上居留权。、 |
| 加拿大 · 安大略省 | 3个月      | 否           | 否           | - 换领当地驾照的驾驶人在笔试合格后，若驾龄2年以上，可直接参加G牌路考；若驾龄1年以上，在参加G2路考通过后可立即参加G牌路考；若驾龄不满1年，在参加G2路考通过后待驾龄满1年时可参加G牌路考。须为当地居民。 |
| 加拿大 ·          | 最长12个月 | 否           | 否           | - 凭中国驾照和翻译件直接驾车的期限为：访客6个月，新移民3个月，季节性农业劳动者12个月； - 换领当地驾照的驾驶人须为当地居民，可凭驾龄2年以上的中国驾照免除实习期。 |

### 2013年制版驾驶证英文翻译样本
正本
Driver License of the People’s Republic of China

2013年制版驾驶证英文翻译样本（范例）（以实际出具的翻译文本为准）

ID. XXXXXXXXXXXXXXXXXX（中华人民共和国居民身份证号码）
Name: Mou Moumou（以机动车驾驶证所述姓名为准） Sex: F/M  Nationality: Chinese
Address:(eg.) No.XX Liangmahe Rd., Chaoyang District,Beijing City.
Date of Birth: Sep.**, 19**
Date of Issue: Mar.06, 2013 (Photo: see the original)
Class: C1 (for motor vehicles not more than 7 seats)
Valid Period:Mar.06, 2013-Mar.05, 2019

Traffic Patrol Police Squad Affiliated to ******(Prefecture-level administrative/Municipalities-subdivisions name) Public Security Bureau (sealed)（地级行政区/直辖市下属行政区当地交巡警支队印章）
副页
Driver License of the People’s Republic of China ( Second sheet)

ID. XXXXXXXXXXXXXXXXXX（中华人民共和国居民身份证号码）
Name: Mou Moumou（以机动车驾驶证所述姓名为准）  File No.XXXXXXXXXXXX

Record: Internship period to Mar. 05, 2014

## 相关证件
除了机动车驾驶证，中国大陆境内还有下列驾驶道路车辆相关的资格证件：
- 中国人民解放军车辆驾驶证：由中国人民解放军签发，用于现役军人驾驶军车；
- 中国人民武装警察部队车辆驾驶证：由中国人民武装警察部队签发，用于现役军人驾驶武警车辆；
- 中华人民共和国农业机械驾驶证：由各地农业机械管理部门签发，用于驾驶拖拉机、收割机等农业机械；
- 中华人民共和国道路运输从业人员从业资格证：由各地交通部门签发，用于驾驶特定类型的营运车辆（须配合机动车驾驶证使用）。